# 石川美香穂
石川 美香穂（いしかわ みかほ、1974年 - ）は、日本の脚本家。北海道根室市出身。日本映画学校（現・日本映画大学）卒業。夫は映画監督の小沼雄一。1993年、『海と桜』で城戸賞に当時最年少で入選。

## 作品

### テレビドラマ
- 『Dの遺伝子』 第18話「プリンティングボーイズ」（1997年、フジテレビ） - 井出良英と共同脚本
- 『江戸前の旬』 第4貫 - 第6貫、第9貫（2018年、BSテレ東）
  - 『江戸前の旬 season2』 第2貫・第3貫、第7貫、最終貫（2019年 - 2020年、BSテレ東） - 最終貫は小沼雄一との共同脚本
- 『バツコイ』第2話・第10話・第11話（2024年、BSテレ東）

### 映画
- 『自殺マニュアル中級編』（2003年）
- 『キル・鬼ごっこ』（2003年）
- 『夏の思い出〜沖縄伝説〜』（2006年）
- 『東大を出たけれど 麻雀に憑かれた男』（2010年）
- 『nude』（2010年）
- 『都市霊伝説 心霊工場』（2010年） - 脚本協力
- 『都市霊伝説 繭子』（2011年）
- 『都市霊伝説 クロイオンナ』（2013年）